# 스틸레토 힐

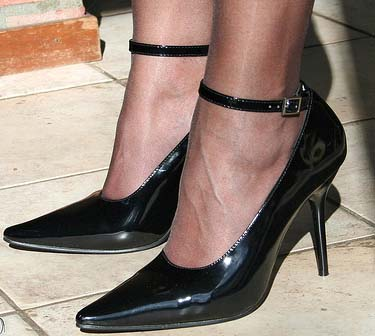
스틸레토 힐

스틸레토 힐(Stiletto heel)은 길면서 얇고 굽이 높은 하이힐, 부츠를 말한다. 한국에서 일반적으로 "뾰족 구두"라 부르는 게 스틸레토 힐이다. '스틸레토'란 이름은 스틸레토 검에서 따 온 것이다. 스틸레토 힐의 높이는 굽 높이에 따라 다양하며, 발판이 있다면 훨씬 더 높아지게 된다. 보통 5 cm 이하의 스틸레토 힐은 키튼 힐(kitten heels)이라고도 불린다.